# Ludwig Nieper
Ludwig Nieper, né le 12 juillet 1826 à Brunswick et mort le 2 avril 1906 à Dresde-Loschwitz, est un peintre et graveur sur bois allemand, directeur de l'Académie royale des arts et de l'École des arts appliqués de Leipzig et directeur fondateur de l'École municipale de commerce de Leipzig. 

## Biographie
Ludwig Nieper naît le 12 juillet 1826 à Brunswick.
Il étudie la peinture à l'Académie des Beaux-Arts de Dresde. À cette époque, en 1848, année de la révolution, là à Dresde, les étudiants et les professeurs de l'académie se battent également pour les libertés civiles et contre l'oppression aux côtés des citoyens. Dans le "Vormärz", l'académie connaît un essor grâce aux réformes et au rajeunissement du corps enseignant, entre autres par l'architecte Gottfried Semper, le sculpteur Ernst Rietschel et le peintre paysagiste Ludwig Richter. Mais après la victoire des militaires prussiens et saxons, la contre-révolution règne et rétablit l'école dans un académisme stérile. Nieper est également affecté par ces développements au cours de sa maturation artistique.
De 1861 à 1864, Ludwig Nieper, comme beaucoup d'artistes de l'époque, se rend à Rome.
Nieper devient directeur de l'Académie des Beaux-Arts de Leipzig en 1872. L'Académie a changé plusieurs fois de nom au cours de son développement historique, et vers 1835, elle a été rebaptisée Académie des Beaux-Arts. À partir de 1876, Nieper dirige l'institution sous le nom d'Académie royale des arts et d'École des arts appliqués de Leipzig.
Nieper réorganise d'abord les départements de l'Académie. En 1893, il crée un nouveau département pour les procédés de reproduction photographique, ce qui contribue à donner à l'Académie une nouvelle orientation. Par la suite, Nieper ferme le département des arts et métiers architecturaux en 1894 et le département de la sculpture en 1896. Mais à partir de 1897, le célèbre sculpteur, peintre et graphiste Max Klinger est professeur à l'Académie.
Avec la fin de la direction de Nieper en 1901, l'Académie de Leipzig est transformée en Académie royale des arts graphiques et du commerce du livre. Son successeur au poste de recteur fut Max Seliger, qui poursuit cette fonction de 1901 à 1920.
Ludwig Nieper meurt le 2 avril 1906 à Dresde.
Le musée de Leipzig conserve de lui le Portrait du Dr H. Th. Petschkes.